# Maximilian Roch

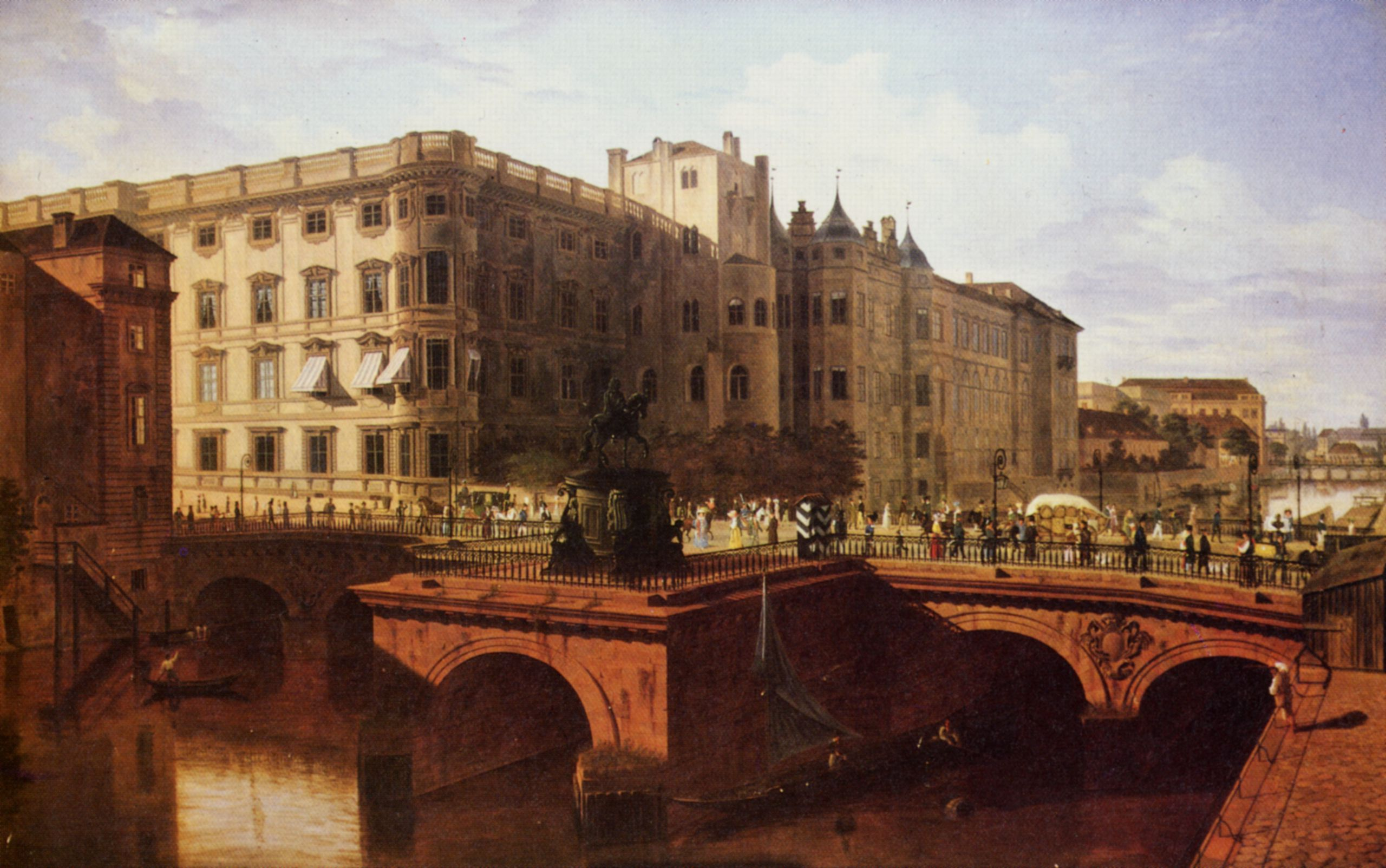
Lange Brücke und Schloss, Spreeseite

Maximilian Roch (* 1793 in Breslau; † 1862 in Rom) war ein deutscher Landschafts- und Vedutenmaler.
Nach dem Studium an der Königlich Preußischen Akademie der Künste Berlin begab er sich auf eine Studienreise nach Italien. Dort schuf er viele Zeichnungen und Ölgemälde. Nach der Heimkehr war er weiterhin als Landschafts- und Vedutenmaler tätig. 1830 schuf er sein Hauptwerk – die Ansicht des Berliner Schlosses von der Spreeseite, die sich heute in den Sammlungen der Berliner Alten Nationalgalerie befindet. Zwei seiner Bilder wurden 1838 zu den Sammlungen des Königs Friedrich Wilhelm III. von Preußen angekauft.